# Lophopilio
Lophopilio is een geslacht van hooiwagens uit de familie Phalangiidae (Echte hooiwagens).
De wetenschappelijke naam Lophopilio is voor het eerst geldig gepubliceerd door Hadzi in 1931. 

## Soorten
Lophopilio omvat de volgende 2 soorten:
- Lophopilio ephippiata
- Lophopilio palpinalis